# Grandiana corneliae
Grandiana corneliae är en stekelart som beskrevs av Wiebes 1966. Grandiana corneliae ingår i släktet Grandiana och familjen fikonsteklar. Inga underarter finns listade i Catalogue of Life.